# Biblioteca del Collegio Giasone del Maino
La Biblioteca del Collegio Giasone del Maino conta un patrimonio librario di oltre 20.000 volumi, alcuni dei quali stampati tra il XVI e il XIX secolo.

## Storia e sede
Il Collegio Giasone del Maino, nato nel 2000, è uno dei più recenti tra i collegi universitari di Pavia. La sede del collegio ospitò dal 1556 al 1796 l’ospedale degli Incurabili, fondato dal conte Angelo Maria Gambarana, l'ente era destinato all’assistenza e al ricovero degli individui afflitti da patologie, quali la sifilide, per le quali non si disponeva, all’epoca, di terapie che portassero alla guarigione. Nel 1796 l’edificio fu trasformati in caserma e l’ospedale venne unito all’ospedale San Matteo. Nei primi anni del XX secolo, dopo che i militari abbandonarono l’edificio, il complesso divenne sede del Cappellificio Vanzina, una fabbrica di cappelli in feltro, che rimase operativa fino agli anni’70 del Novecento. Dopo la chiusura dello stabilimento, l’università di Pavia acquistò l’immobile che, dopo accurati restauri, fu destinato a ospitare il Collegio Giasone del Maino. Tracce del nucleo cinquecentesco si ritrovano nel porticato coperto a crociera con archi a pieno centro insistenti su colonne in granito con capitelli in stile dorico. Resti di decorazione pittorica risalenti al XVII secolo sono presenti lungo l’androne di ingresso e lungo la parete settentrionale del porticato (ora trasferiti all’interno), mentre alcuni ambienti del collegio conservano gli originali soffitti lignei a cassettoni del XVI secolo.

## Le raccolte librarie
La biblioteca dispone di alcuni fondi, tra i principali ricordiamo:
Fondo Conte: giunto alla biblioteca per donazione, conta circa 9.000 volumi e centinaia di estratti e quaderni di appunti appartenuti ad Amedeo Giovanni Conte (Pavia, 1934- Cava Manara, 2019), docente di Teoria Generale del Diritto e Filosofia del Diritto presso le università di Torino e Pavia e accademico dei Lincei, e alla moglie, Maria- Elisabeth Conte (Soest, 1935- Pavia, 1998), docente di Semiotica presso l’università di Pavia.
Fondo Focher: conserva oltre 4.000 volumi appartenuti a Ferruccio Focher (Cremona, 1927- Parma, 2001), già studente del Collegio Ghislieri, Focher fu docente di Filosofia Teoretica presso l’università di Parma.
Fondo Magnani: raccoglie i volumi appartenuti a Italo Magnani (Pavia, 1942- 2019), docente di Economia Politica presso la facoltà di Giurisprudenza dell’università di Pavia.